# 倉吉市立上北条小学校
倉吉市立上北条小学校（くらよししりつ かみほうじょうしょうがっこう）は、鳥取県倉吉市新田にある公立小学校。

## 概要
1990年に河北小学校より分離開校した小学校で、倉吉市内で最も新しく32年ぶりの新設校であると同時に、かつてこの地域にあった学校名での復活となった。

## 沿革
上北条小学校（旧）
- 1873年（明治6年）11月 - 胎蔵寺境内に井手畑学校を開校[1]。
- 1876年（明治9年）5月 - 井手畑4番地に新校舎竣工。
- 1886年（明治19年）4月 - 井手畑簡易小学校と改称。
- 1892年（明治25年）8月 - 上北条尋常小学校と改称。
- 1907年（明治40年）3月 - 校章、校旗制定。
- 1924年（大正13年）7月 - 講堂新築落成。
- 1929年（昭和4年）4月 - 校舎増築、新校舎落成。
- 1941年（昭和16年）4月1日 - 国民学校令により上北条国民学校と改称。
- 1947年（昭和22年）4月1日 - 学制改革により上北条村立上北条小学校と改称。
- 1950年（昭和25年）9月 - 校歌制定。（作詞：小谷勉、作曲：鈴木恭彬、補作作詞：吉田啓文、補作作曲：小川幸人[2]）
- 1953年（昭和28年）10月1日 - 町村合併により市制施行。倉吉市発足に伴い、倉吉市立上北条小学校と改称。
- 1958年（昭和33年）9月30日 - 日下小学校と名目統合に伴い閉校。（10月1日に倉吉市立河北小学校開校）

上北条小学校（新）
- 1978年（昭和53年）6月 - 上北条小学校建設促進期成同盟会発足。
- 1990年（平成2年）4月 - 河北小学校より分離開校。

## 通学区域
- 穴窪、大塚、中江、新田、井手畑、下古川、古川沢、小田[3]

## 進学先中学校
- 倉吉市立河北中学校

## 交通アクセス
- JR西日本山陰本線 倉吉駅より約2.2km
- 日交バス北条線「新田」バス停より500 m。